# Lista siturilor arheologice din județul Argeș - B
Lista siturilor arheologice din județul Argeș - B conține toate siturile arheologice din județul Argeș înscrise în Repertoriul Arheologic Național (RAN) și aflate în localități al căror nume începe cu litera B. RAN este administrat de Ministerul Culturii și Patrimoniului Național și cuprinde date științifice, cartografice, topografice, imagini și planuri, precum și orice alte informații privitoare la zonele cu potențial arheologic, studiate sau nu, încă existente sau dispărute.
Puteți căuta un sit din localitățile care încep cu litera B folosind formularul de mai jos sau puteți naviga prin toate siturile din județ la Lista siturilor arheologice din județul Argeș.
| Cod RAN                                | Denumire | Localitate                              | Adresă             | Datare           | Descoperit | Coordonate                                    | Imagine           | Erori            |
| -------------------------------------- | --- | --------------------------------------- | ------------------ | ---------------- | ---------- | --------------------------------------------- | ----------------- | ---------------- |
| 18876.01.01 (Cod LMI: AG-I-s-B-13352)  | Tabăra lui Mihai Viteazu de la Bădeni - "Mălăiște" / ansamblu Tabăra lui Mihai Viteazul (Categorie: locuire militară) (Tip: Tabără militară) | sat Bădeni, comuna Stoenești            | Mălăiște           | 1595             |            |                                               | Încărcați imagine | Raportați eroare |
| 14469.01.01 (Cod LMI: AG-I-m-A-13353)  | Fortificația Brazda lui Novac - Bârla / ansamblu anonim (Categorie: locuire) (Tip: Fortificație de pământ)                                   | sat Bârla, comuna Bârla                 | Brazda lui Novac   | sec. III         |            | 44°25′37″N 24°47′20″E / 44.42694°N 24.78889°E | Încărcați imagine | Raportați eroare |
| 19356.01.01 (Cod LMI: AG-I-s-B-13355)  | Așezarea Tei de la Bucșenești-Lotași - "Dealul Solovanului" / ansamblu anonim (Categorie: locuire civilă) (Tip: Așezare)                     | sat Bucșenești-Lotași, comuna Țițești   | Dealul Solovanului | Tei              |            |                                               | Încărcați imagine | Raportați eroare |
| 15778.02.01                            | Biserica și necropola de sec. XVIII de la Bucșenești / ansamblu anonim (Categorie: structură de cult/religioasă) (Tip: Biserică)             | sat Bucșenești, comuna Corbeni          |                    | sec. XVIII - XIX |            |                                               | Încărcați imagine | Raportați eroare |
| 15778.02.02                            | Biserica și necropola de sec. XVIII de la Bucșenești / ansamblu anonim (Categorie: structură de cult/religioasă) (Tip: Necropolă)            | sat Bucșenești, comuna Corbeni          |                    | sec. XVI         |            |                                               | Încărcați imagine | Raportați eroare |
| 14290.02 (Cod LMI: AG-IV-m-A-13882)    | Cruce de piatră la Băjești (Categorie: structură de cult/religioasă) (Tip: cruce)                                                            | sat Băjești, comuna Bălilești           |                    | sec. XVIII       |            |                                               | Încărcați imagine | Raportați eroare |
| 14370.01 (Cod LMI: AG-IV-m-A-13884)    | Cruce de piatră la Băleți (Categorie: structură de cult/religioasă) (Tip: cruce)                                                             | sat Beleți, comuna Beleți-Negrești      |                    | 1720             |            |                                               | Încărcați imagine | Raportați eroare |
| 14414.03 (Cod LMI: AG-IV-m-A-13885)    | Cruce de piatră la Berevoiești (Categorie: structură de cult/religioasă) (Tip: cruce)                                                        | sat Berevoiești, comuna Berevoești      |                    | 1787             |            |                                               | Încărcați imagine | Raportați eroare |
| 14414.04 (Cod LMI: AG-IV-m-A-13886)    | Cruce de piatră la Berevoiești (Categorie: structură de cult/religioasă) (Tip: cruce)                                                        | sat Berevoiești, comuna Berevoești      |                    | 1744             |            |                                               | Încărcați imagine | Raportați eroare |
| 14414.05 (Cod LMI: AG-IV-m-A-13888)    | Cruce lui Baraghin la Berevoiești (Categorie: structură de cult/religioasă) (Tip: cruce)                                                     | sat Berevoiești, comuna Berevoești      |                    | 1602-1611        |            |                                               | Încărcați imagine | Raportați eroare |
| 17129.03 (Cod LMI: AG-IV-m-A-13889)    | Cruce de piatră la Borlești (Categorie: structură de cult/religioasă) (Tip: cruce)                                                           | sat Borlești, comuna Merișani           |                    | 1660             |            |                                               | Încărcați imagine | Raportați eroare |
| 14673.01 (Cod LMI: AG-IV-m-A-13890)    | Cruce de piatră la Boteni (Categorie: structură de cult/religioasă) (Tip: cruce)                                                             | comuna Boteni                           |                    | 1656             |            |                                               | Încărcați imagine | Raportați eroare |
| 19356.04 (Cod LMI: AG-IV-m-A-13892)    | Cruce de piatră la Bucșenești-Lotași (Categorie: structură de cult/religioasă) (Tip: cruce)                                                  | sat Bucșenești-Lotași, comuna Țițești   |                    | 1721             |            |                                               | Încărcați imagine | Raportați eroare |
| 14860.04 (Cod LMI: AG-IV-m-A-13496.04) | Mormintele Budiștenilor de la Budeasa / ansamblu anonim (Categorie: descoperire funerară)                                                    | sat Budeasa Mare, comuna Budeasa        |                    |                  |            |                                               | Încărcați imagine | Raportați eroare |
| 14860.05 (Cod LMI: AG-IV-m-A-13893)    | Cruce de piatră la Budeasa Mare (Categorie: structură de cult/religioasă) (Tip: cruce)                                                       | sat Budeasa Mare, comuna Budeasa        |                    | 1647             |            |                                               | Încărcați imagine | Raportați eroare |
| 14931.02 (Cod LMI: AG-IV-m-A-13961)    | Cruce de piatră la Bughea de Jos (Categorie: structură de cult/religioasă) (Tip: cruce)                                                      | sat Bughea de Jos, comuna Bughea de Jos |                    | 1757             |            |                                               | Încărcați imagine | Raportați eroare |
| 14931.03 (Cod LMI: AG-IV-m-A-13962)    | Cruce de piatră la Bughea de Jos (Categorie: structură de cult/religioasă) (Tip: cruce)                                                      | sat Bughea de Jos, comuna Bughea de Jos |                    | 1767             |            |                                               | Încărcați imagine | Raportați eroare |